# Cecile van Grieken
Cecile van Grieken  (Groningen, 16 augustus 1880 - Soest, 1968) was een  Nederlandse sierkunstenares, borduurster en boekbandontwerper. In september 1904 presenteerde zij zich als sierkunstenares in een door haar ontworpen brochure waarin zij kenbaar maakte dat zij een atelier voor versierkunst was begonnen in de Hemonystraat in Amsterdam. Uit de brochure bleek dat ze een opleiding had genoten aan de School voor Kunstnijverheid in Haarlem, haar leraar was Mathieu Lauweriks.  Ook volgde zij een opleiding aan de Rijksnormaalschool voor Teekenonderwijzers in Amsterdam. Haar vader was Theodorus M.M. Van Grieken (1842-1914), hij was architect, lithograaf en tekenleraar. Hij zal van invloed zijn geweest op haar beroepskeuze. 
In De Kampioen van september 1906 wordt zij genoemd als ontwerpster van een tegeltableau, gemaakt bij de fabriek Rozenburg, voor de nieuwe brug over het Reitdiep bij Roodehaan die in 1906 in gebruik werd genomen. Ook de menukaart van de bij de opening gebruikte lunch werd door haar ontworpen.
Ze is ook bekend van een aantal boekbandontwerpen die zij voor verschillende uitgevers maakte, onder andere voor de Rotterdamse uitgeverij J.M. Bredée een band voor het boek van Ian MacLaren, Van lang vervlogen dagen. Twee andere door haar ontworpen banden zijn voor een boek van Oscar Wilde, Moderne Sprookjes en het boek van Marike Stjernstedt, Ullaballa.